# Michael Vaňáček
Michael Vaňáček (7. září 1908 Mokrá u Brna – 29. srpna 1969 Brno) byl moravský historik, vlastivědný pracovník a středoškolský profesor.

## Život
Roku 1949 mu byl na Masarykově univerzitě udělen titul PhDr. za úspěšně vykonanou státní rigorózní zkoušku v oborech Filozofie a České dějiny a Obecné dějiny.
Michael Vaňáček byl například autorem libreta stálé výstavy Morava v době napoleonských válek, instalované na přelomu let 1964 a 1965 v sedmi místnostech přízemí severního křídla zámku ve Slavkově u Brna.
Dne 27. března 1999 mu Československá napoleonská společnost udělila in memoriam Čestný odznak Československé napoleonské společnosti a čestný diplom jako ocenění za celoživotní dílo a publikační činnost v oboru vojenské historie.

## Dílo
- Na českomoravském pomezí v době Velké francouzské revoluce 1792 (1947)
- 100 let veřejného požárního útvaru v Brně : o požárech ve městě, jejich příčinách i zdolávání od dávnověku k dnešku (1964)
- Francouzové a Morava v době Velké francouzské revoluce a koaličních válek (1965)
- Bohutice: dějiny i přítomnost jihomoravské obce (1967)
- Katastrofální požár Těšína v roce 1789 a jeho důsledky (1969)
- Mokrá u Brna: Minulost a přítomnost obce s největší cementářskou výrobnou v Československu (1970)